# Цукубай

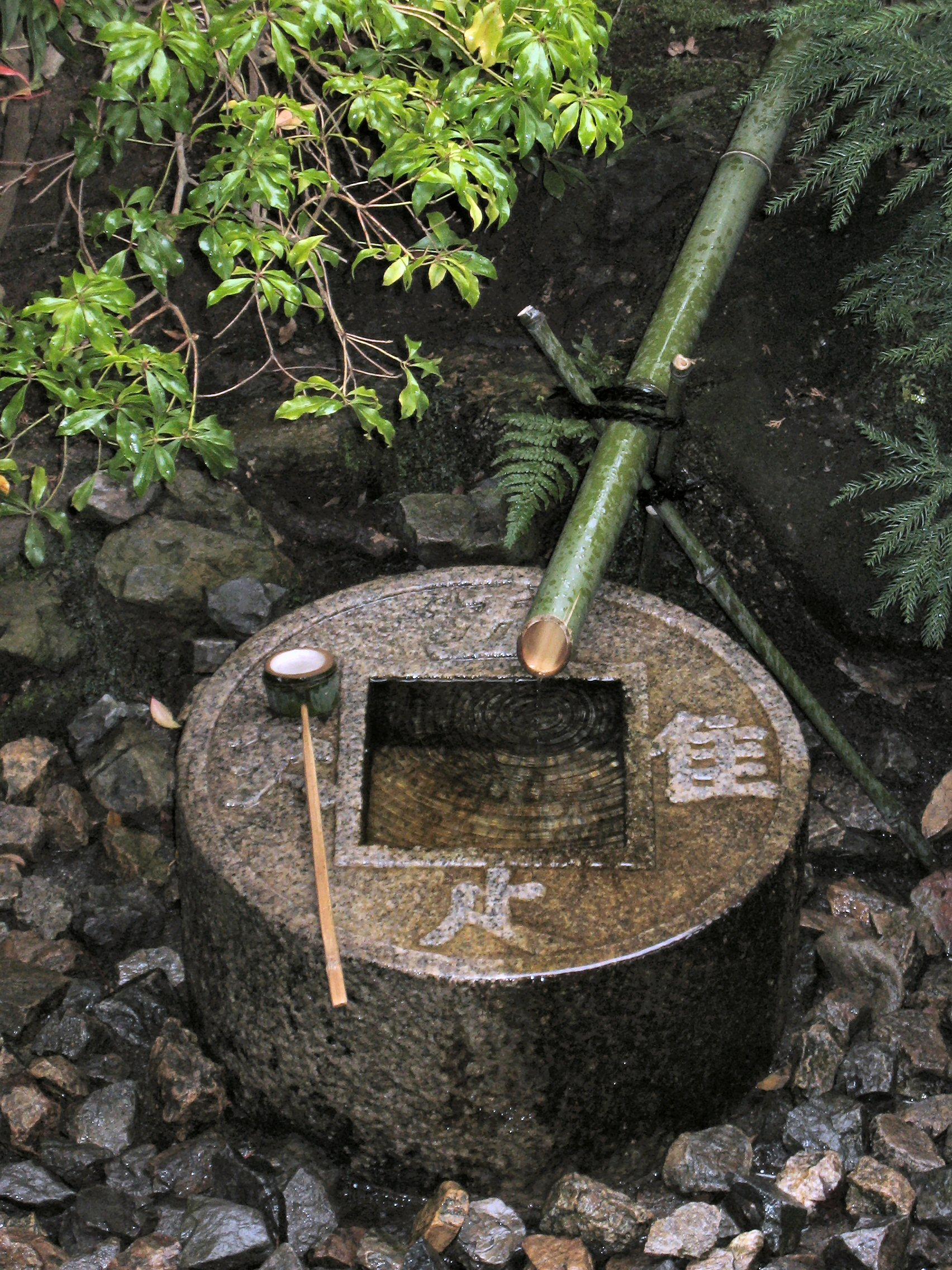
Цукубай у храмі Рьоан-джі в Кіото

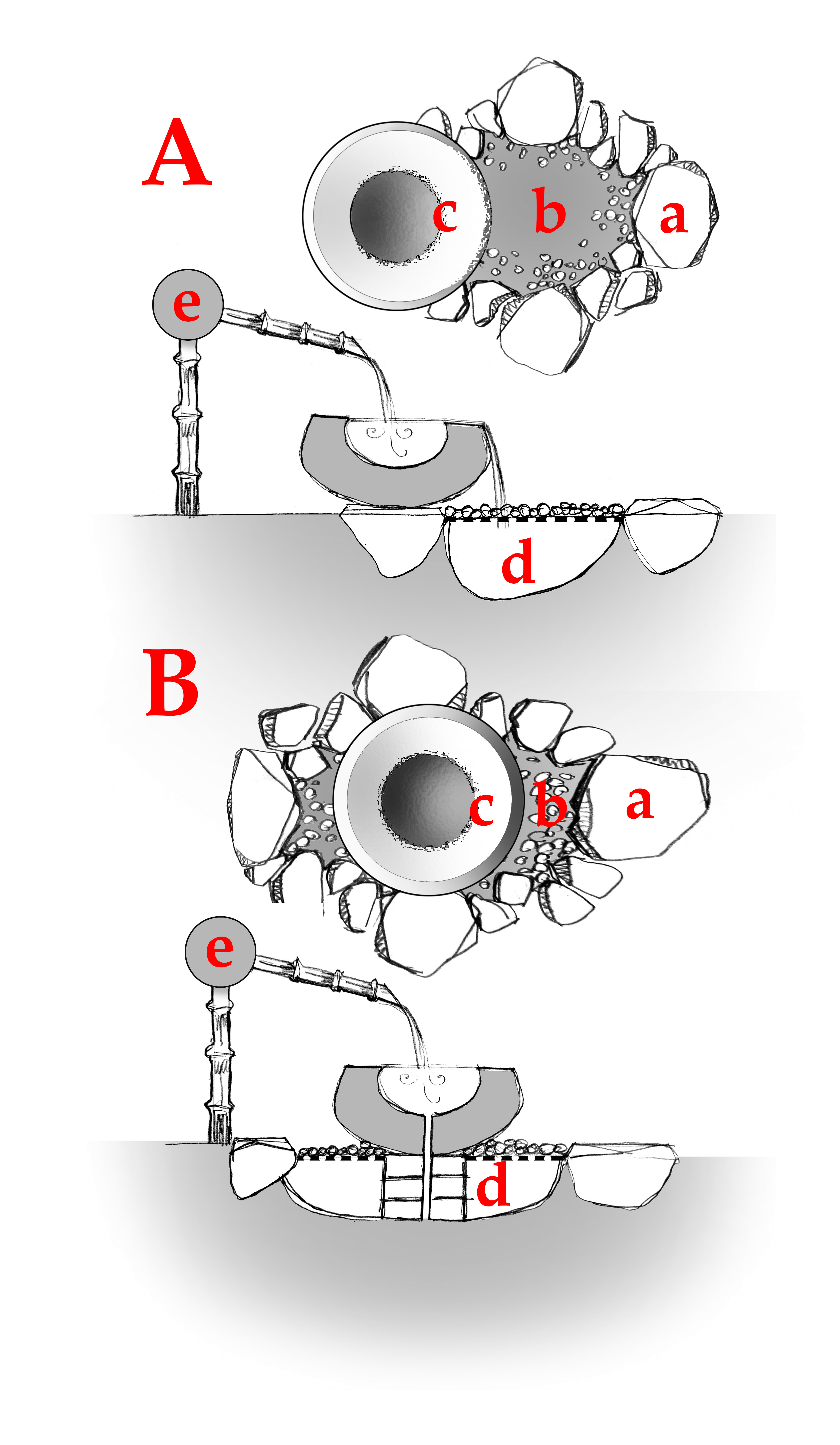
Види цукубаїв: A) розміщені на «краю моря» та B) розміщені в «центрі моря»

У Японії цукубай (яп. 蹲踞)  — умивальна раковина, встановлена біля входу в святе місце, щоб люди мали змогу очиститися шляхом ритуального омивання рук і ополіскування роту.  Такий ритуал є обов'язковим звичаєм для гостей на чайній церемонії, а також для відвідувачів буддійських храмів .  Назва умивальника походить від дієслова [цукубау] Помилка: {{Lang}}: Не збігається текст не латинкою (Non-latn) з підтегом латинського (Latn) письма (допомога), що означає «присісти»  або «вклонитися» та символізує акт смирення.  Гості, які відвідують чайну церемонію, присідають і миють руки в цукубаї, що знаходиться в чайному саду (роджі) перед входом у чайний павільйон (чяшіцу). 
Зазвичай цукубаї виготовляють з каменю. Поряд знаходиться черпак для води , подача якої здійснюється через бамбукову трубу під назвою какей.
Знаменитий цукубай, продемонстрований на фото вище, був подарований храму Рьоан-джі в Кіото феодалом Токуґавою Міцукуні .  Канджі, написані на поверхні каменю, не мають значення, якщо їх читати окремо.  У поєднанні з єрогліфом 口 (кучі), що також є формою центральної чаші й окремо означає рот, канджі набувають такого вигляду: 吾, 唯, 足, 知. Дослівно поєднання цих ієрогліфів перекладається як «Я знаю тільки багато» (吾 = ware = Я, 唯 = tada = лише, 足 = taru = багато, 知 = shiru = знати).  Основне значення, яке може бути перекладеним по-різному, «людині не треба більше, ніж вона має»  або «навчись лише тому, що зробить тебе задоволеним»  відображає основні антиматеріалістичні вчення буддизму .